# Juin 1798

## Événements
- 2 juin : Pie VI est fait prisonnier par les troupes françaises à la chartreuse de Galluzzo près de Florence[1].

- 4 juin : bataille de Tuberneering.

- 5 juin : bataille de New Ross.

- 12 juin : Bonaparte s'empare de Malte[2]. Paul Ier de Russie déclare qu’il prend l’ordre de Saint-Jean de Jérusalem sous sa protection (10 septembre). Il se proclame grand maître de l’Ordre le 13 novembre[3].

- 12 et 13 juin : bataille de Ballynahinch.

- 18 juin, États-Unis : vote de la loi sur la naturalisation[4]. Dix Américains seront emprisonnés pour outrage au gouvernement.

- 21 juin : victoire des troupes britanniques face aux rebelles irlandais à la bataille de Vinegar Hill[5].

- 25 juin, États-Unis : vote de la loi sur les amis étrangers qui autorise le président à expulser n'importe quel étranger résident considéré comme "dangereux à la paix et à la sûreté des États-Unis".

- 30 juin, États-Unis : vote du Naval Act of 1798 qui permet de renforcer la marine américaine en vue de la quasi-guerre avec la France.

## Naissances
- 12 juin : Delphine Philippe-Lemaître (morte en 1863), historienne, archéologue, botaniste et poète française.

## Décès
- 4 juin : Giovanni Jacopo Casanova (1725-1798).